# Manuel Carnicer Fajó
Manuel Carnicer Fajó (Mataró, 22 d'abril de 1921 - Barcelona, 16 de setembre de 1998) pintor català que al llarg de la seva vida va cultivar diferents modalitats pictòriques (aquarel·la, aiguafort, dibuix al carbó, oli), però que ha passat a la posteritat pel seu estil hiperrealista, ple de sensibilitat, realitzat amb llapis de colors, sent en aquest sentit únic en el seu gènere.

## Biografia
Neix a Mataró, és el germà petit de tres, d'una família humil, que es trasllada al cap de poc temps a Barcelona, primer al barri d'Hostafrancs, i posteriorment al Barri Vell. Als 17 anys participa en la Guerra Civil espanyola, la seva "quinta" se l'ha anomenat "La Quinta del biberón", per la joventut dels soldats que la formaven, sent enviat al front pirinenc, on passa tota mena de calamitats, es van congelar les mans, i va contraure el tifus. Va ser fet presoner junt amb els seus companys per l'exèrcit de Francisco Franco, sent enviat al camp de concentració situat a la plaça de toros de Sant Sebastià, allà un company fa notar als militars el llastimós aspecte de Manuel, que és enviat al balneari d'Azpeitia, per recuperar-se, el que, feliçment va aconseguir.
Acabada la guerra, torna a Barcelona, on treballa a l'empresa Cros SA, hi havia ingressat a l'edat de 14 anys com a ascensorista. Posteriorment, i després d'haver estudiat a l'Escola Industrial i haver obtingut el títol de Mestratge Industrial i Delineant Projectista, és ascendit a la mateixa empresa formant part l'oficina tècnica de disseny, com a delineant. Entre els anys 1948-1953 es va fer soci del FAD (Foment d'Arts Decoratives), avui Foment d'Arts i Disseny, situat llavors a la cúpula del Coliseum a la Gran Via de les Corts Catalanes barcelonina, on va assistir i va participar assíduament. D'aquesta època és la magnífica col·lecció de retrats i dibuixos del natural amb sanguina, aiguada, o llapis carbó.
L'activitat artística la va desenvolupar durant molts anys compaginant amb el seu treball en Cros, i encàrrecs de disseny gràfic de diversos industrials. Els primers anys 70 van significar un cert allunyament de l'activitat artística, fins que a l'estiu de 1977 crea una sèrie de quadres inspirats en els camps del Penedès, amb la tècnica de llapis de colors, el que va significar l'inici d'una nova i definitiva etapa. La seva obra és preciosista, elegant, mima molt el detall, la tonalitat de les ombres, donant protagonisme al blanc del paper. Treballador incansable, utilitzant destrament els llapis de colors, ha estat un mestre en el difícil art del dibuix. Des d'aquest renici de 1977 fins a la seva mort el 1998, utilitzant el seu habitatge-estudi de Rambla de Catalunya, i magníficament secundat per la seva esposa Gertrudis Escola, Manuel Carnicer ha creat una obra sublim, molt atractiva i única en el seu estil, prova d'això ha estat el seu èxit en les exposicions realitzades, tant de venda com de crítica.

## Exposicions
- Exposicions individuals a la Galeria Mayte Muñoz de Barcelona i Madrid en els anys 1979, 1981, 1982, 1984, 1986, 1991 i 1994. * Exposició pòstuma el 1999 a la mateixa galeria, presentada per Francesc Garriga
- Exposició especial amb motiu del 8è Congrés de Manteniment al Palau de la Música de Barcelona.
- Exposicions col·lectives: 15 anys de Mayte Muñoz, amb el tema de Passeig de Gràcia. Jocs Olímpics de 1992. Interarte de València, el 1985. Galeria Sokoa, Maig de 1995. Art-Expo, maig de 2000. Fira del Dibuix al Bulevard dels Antiquaris.
- Exposició Antològica el 2001 a Caja de Madrid Plaça de Catalunya, Barcelona.
- Exposició col·lectiva Pintors i escultors espanyols. Trobades amb l'art actual 13 de novembre de 2008 al 23 gener de 2009. Museo Municipal de Arte Contemporáneo (Cuartel del Conde Duque, Madrid).
- Obres de Manuel Carnicer en diverses capitals espanyoles, França, Holanda, Museu de Palamós, Llegat Francesc Galí i Museu del Perfum, així com en gran nombre de col·leccionistes particulars.
- Donació d'una col·lecció de dibuix dels anys 1948 al 1953, feta al Museo del Dibujo Arxivat 2011-09-07 a Wayback Machine., situat al Castell de Larrés (Osca), a l'abril de 2011
- Participació en l'Exposició Coral Encuentros con el Arte Actual, patrocinat per les Fundacions Barraquer i Clarós, de l'11 de novembre de 2011 al 12 de gener de 2012, a l'Edifici Miramar de Sitges

Donació de llegat de dibuixos entre ens anys 40 i 50 al Museu de Mataró, l'Agrupació Amics dels Museus organitza al Museu de Mataró una exposició antològica a l'esmentat Museu Arxivat 2016-03-03 a Wayback Machine., de l'1 de febrer de 2012 a l'1 de maig de 2012
Noticia difosa per Mataro Radio